# Mindwheel
Mindwheel ist ein Textadventure von Synapse Software, das 1984 von Brøderbund für diverse Heimcomputer veröffentlicht wurde. Das Skript stammt vom US-amerikanischen Literaten Robert Pinsky.

## Handlung
In ferner Zukunft ist das System menschlicher Koexistenz zusammengebrochen, Bürgerkriege bringen Seuchen mit sich und es droht eine nukleare Katastrophe. Der drohende Untergang der Welt soll durch Dr. Virgil verhindert werden, indem dieser das "Rad der Weisheit" aus der Vergangenheit beschafft. Virgil hat entdeckt, dass die Seelen Verstorbener Abdrücke hinterlassen, die für die Lebenden erforschbar sind. Der Spieler muss, angeschlossen an zahlreiche medizinische Geräte, in die Seelen von vier verstorbenen Menschen eindringen, deren Träume erleben und in diesen Talismane beschaffen. Bei diesen Menschen handelt es sich um
1. Bobby Clemon, ermordeter Rockstar und Anführer einer Friedensbewegung
2. Generalissimo, hingerichteter Diktator und Kriegsverbrecher
3. The Poet, berühmter Dichter, der der Liebe wegen einen grausamen Tod starb
4. Dr. Eva Fein, berühmte Wissenschaftlerin und Entwicklerin grausamer Waffen

Mit Hilfe der Talismane kann er zum "Höhlenmeister" vordringen, einem affenartigen Geschöpf aus grauer Vorzeit, das durch das Rad der Weisheit inspiriert grundlegende Modelle menschlichen Zusammenlebens entwickelt hatte. Die Erlangung dieses Rades der Weisheit ist das Endziel des Spiels.

## Spielprinzip
Mindwheel ist ein Textadventure, das heißt, Umgebung und Geschehnisse werden als Bildschirmtext aus- und die Handlungen des Spielers ebenfalls als Text über die Tastatur eingegeben und von einem Parser abgearbeitet, der ca. 1500 Wörter versteht und damit auf dem Niveau späterer Infocom-Adventures arbeitet. Das Spiel ist in Kapitel unterteilt, an deren Ende der Spieler vor sprachliche Aufgaben gestellt wird. Beispielsweise muss er am Ende eines Kapitels ein Worträtsel lösen, nach einem anderen Kapitel ein Gedicht vervollständigen oder einen Lückentext ausfüllen, um ein Liebesgedicht zu vervollständigen. Im Gegensatz zu den meisten anderen Textadventures läuft das Spiel in Echtzeit ab, das heißt die NPCs verfügen über ein Eigenleben und gehen auch bei Untätigkeit des Spielers ihrem Tagwerk nach.

## Entwicklungsgeschichte
Mindwheel geht zurück auf den Wunsch von Synapse-Geschäftsführer Ihor Wolosenko, ein besseres Adventure als die des Branchenprimus Infocom zu entwerfen. Dieser Wunsch bezog sich nicht nur auf die Komplexität des Parsers. Zum Zeitpunkt der Entwicklung von Mindwheel war „Bookware“ in Mode, Textadventures, die auf den Werken von Schriftstellern beruhten oder sogar von solchen entworfen wurde. Infocom hatte erfolgreich mit Douglas Adams zusammengearbeitet, Telarium mit Michael Crichton und Ray Bradbury, Electronic Arts ließ etwas später Thomas Michael Disch das Adventure Amnesia schreiben. Wolosenko wollte auf diesen Zug aufspringen. Seine Wahl fiel auf Robert Pinsky, weil dieser als Lyriker vergleichsweise günstig zu haben und als Dozent an der UC Berkeley einfach zu kontaktieren war. Pinsky war zum Erscheinungszeitpunkt des Spiels primär als Autor von Gedichtbänden und Sachbüchern über Poesie sowie als Kulturredakteur des New Republic in Erscheinung getreten. Mangels Erfahrung mit dem Computerspiele-Genre wurde er von den Programmierern William Mataga und Steve Hales unterstützt, die Pinskys Skript letztendlich für Heimcomputer umsetzten. Hales wurde hinzugezogen, als das Projekt im Rahmen des Finetunings ins Stocken geriet. Synapse bewarb das Spiel mit der Behauptung, es sei das komplexeste, längste und schwerste Adventure der Welt. Mit Essex, Brimstone und Breakers veröffentlichte Synapse noch drei weitere Spiele, die einen vorwiegend literarischen Anspruch hatten.
Dem Spiel liegt eine gedruckte, 93-seitige Kurzgeschichte bei, die in die Spielwelt einführt und die Geschehnisse bis zum Start des Spiels darstellt. Diese Kurzgeschichte dient gleichzeitig als Kopierschutz, da ihre Inhalte im Spiel referenziert werden.

## Rezeption
Die deutsche Computerzeitschrift Happy Computer bewertete den Parser von Mindwheel als konkurrenzfähig gegenüber dem Infocom-Produkt. Redakteur Manfred Kohlen verwies auf das gehobene sprachliche Niveau des Spiels, das der Spieler mitbringen müsse. In Summe sei Mindwheel eine „sehr empfehlenswerte, fantastische Herausforderung für alle Adventure-Fans“. In der 64’er nannte Boris Schneider Mindwheel „das Interessanteste, [...] das es je auf dem Adventure-Sektor gegeben hat“, kritisierte aber lange Ladezeiten und merkte an, dass gute Englischkenntnisse Voraussetzung seien.
Das US-Magazin Computer Gaming World befand im Rahmen einer Vorschau, es gäbe mit Mindwheel endlich ein Spiel, das in der gleichen Liga wie die Infocom-Produkte spiele, und bezeichnete es als „wahrhaft interaktiv“. In einem weitergehenden Test im Folgemonat wertete CGW-Redakteur Roe Adams, Mindwheel setze neue Maßstäbe beim Spieldesign und sei der Konkurrenz (mit Ausnahme von Infocom) „Lichtjahre voraus“. Die Verbindung von Buch und Spiel schaffe eine tiefe Immersion und stelle eine stärkere intellektuelle Herausforderung dar als andere zeitgenössische Textadventures. In Summe bringe das Spiel „frischen Wind“ in das Genre. Creative Computing lobte das Spiel als „bezaubernd“ und hob eine „zeitlose Prosa“, einen „fesselnden Plot“ und einen soliden Parser hervor.